# El viejo roble
The Old Oak (en español El viejo roble) es una película dramática dirigida por Ken Loach. La película está ambientada en un antiguo pueblo minero en el condado de Durham, en el noreste de Inglaterra. 
La película fue seleccionada para competir en la sección oficial del Festival de Cine de Cannes en mayo de 2023.

## Sinopsis
The Old Oak es el último pub que queda en un antiguo pueblo minero en el condado de Durham, en el noreste de Inglaterra. Debido a que se están cerrando las minas la gente se está yendo. Por lo tanto, las casas aquí son baratas y están vacías, razón por la cual los refugiados sirios se alojan allí. Una refugiada, la joven Yara, se hace amiga de su casero, TJ Ballantyne.

## Producción
Dirigida por Ken Loach. El guion fue escrito por Paul Laverty, quien ha trabajado con el director desde la película La canción de Carla de Loach.
La mayor parte de la filmación tuvo lugar en Murton, a unas seis millas de Sunderland, donde se encuentra la antigua mina de carbón del pueblo. Aquí, entre otras cosas, se realizaron grabaciones en un pub vacío llamado La Victoria en la calle principal durante seis semanas. Otros lugares de filmación incluyeron las comunidades mineras cercanas de Horden y Easington.